# Pitharcha atrisecta
Pitharcha atrisecta är en fjärilsart som beskrevs av Edward Meyrick 1918. Pitharcha atrisecta ingår i släktet Pitharcha och familjen äkta malar.
Artens utbredningsområde är Moçambique. Inga underarter finns listade i Catalogue of Life.